# Eupen
Ne doit pas être confondu avec Epen.
Eupen (prononcer [øpɛn] ; en wallon : Nèyåw, autrefois Néau en français) est une ville germanophone de Belgique située dans la province de Liège en Région wallonne.
Elle est la capitale de la Communauté germanophone de Belgique et constitue l'une des neuf communes belges de langue allemande. Eupen se trouve en effet à 15 km d'Aix-la-Chapelle, en Allemagne, à laquelle elle appartenait avant la Première Guerre mondiale. Il s'agit d'une commune à facilités linguistiques pour les francophones.
À une altitude variant entre 250 et 350 mètres, la ville est formée de deux parties : la ville-haute (Oberstadt), la plus importante, où se trouvent les principaux monuments et centres commerciaux, et la ville-basse (Unterstadt), en bord de la Vesdre.
Eupen est le siège du gouvernement de la Communauté germanophone et accueille depuis janvier 2007 le siège de l'Euregio Meuse-Rhin. C'est également une importante ville industrielle.

## Histoire

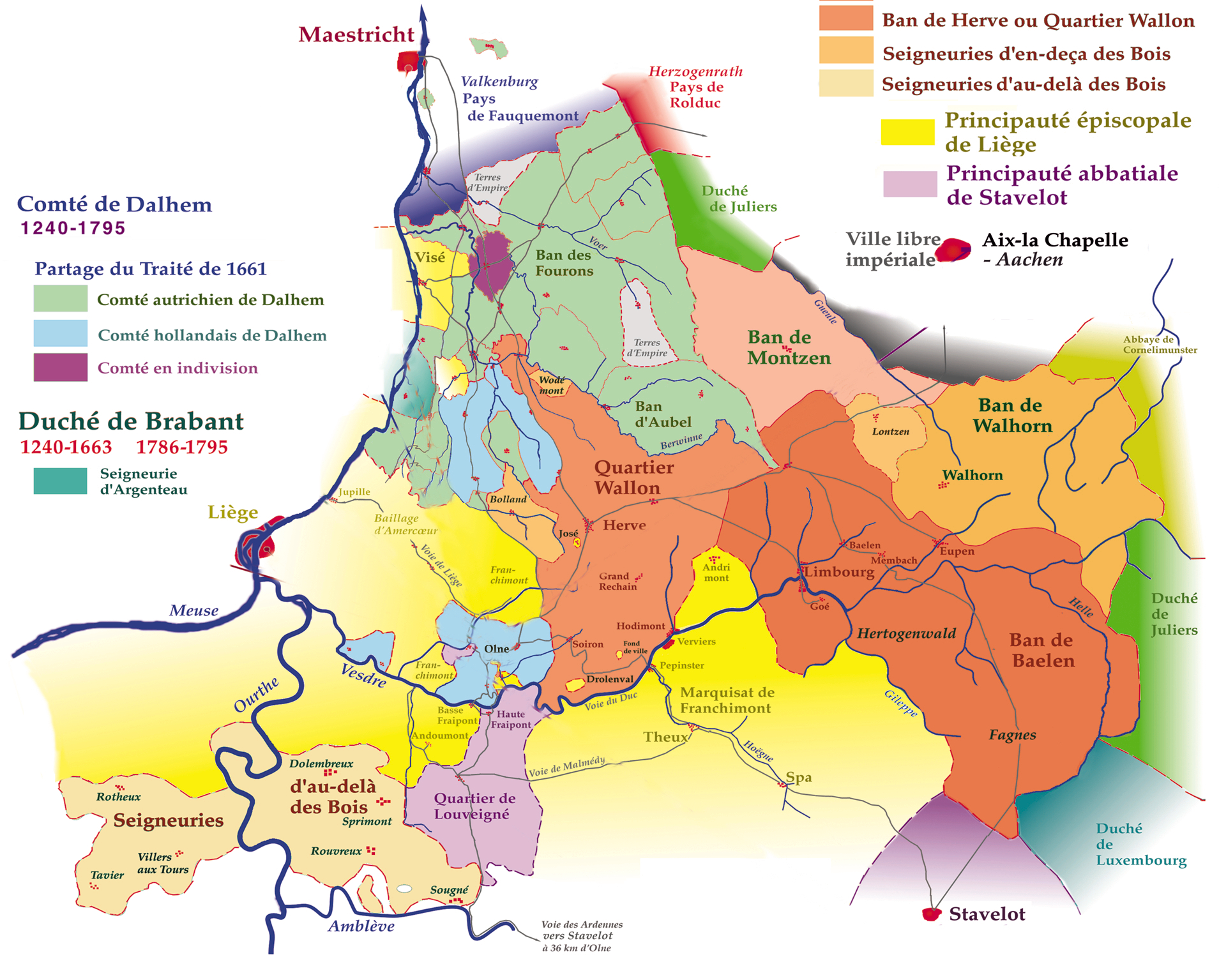
Carte du duché de Limbourg.

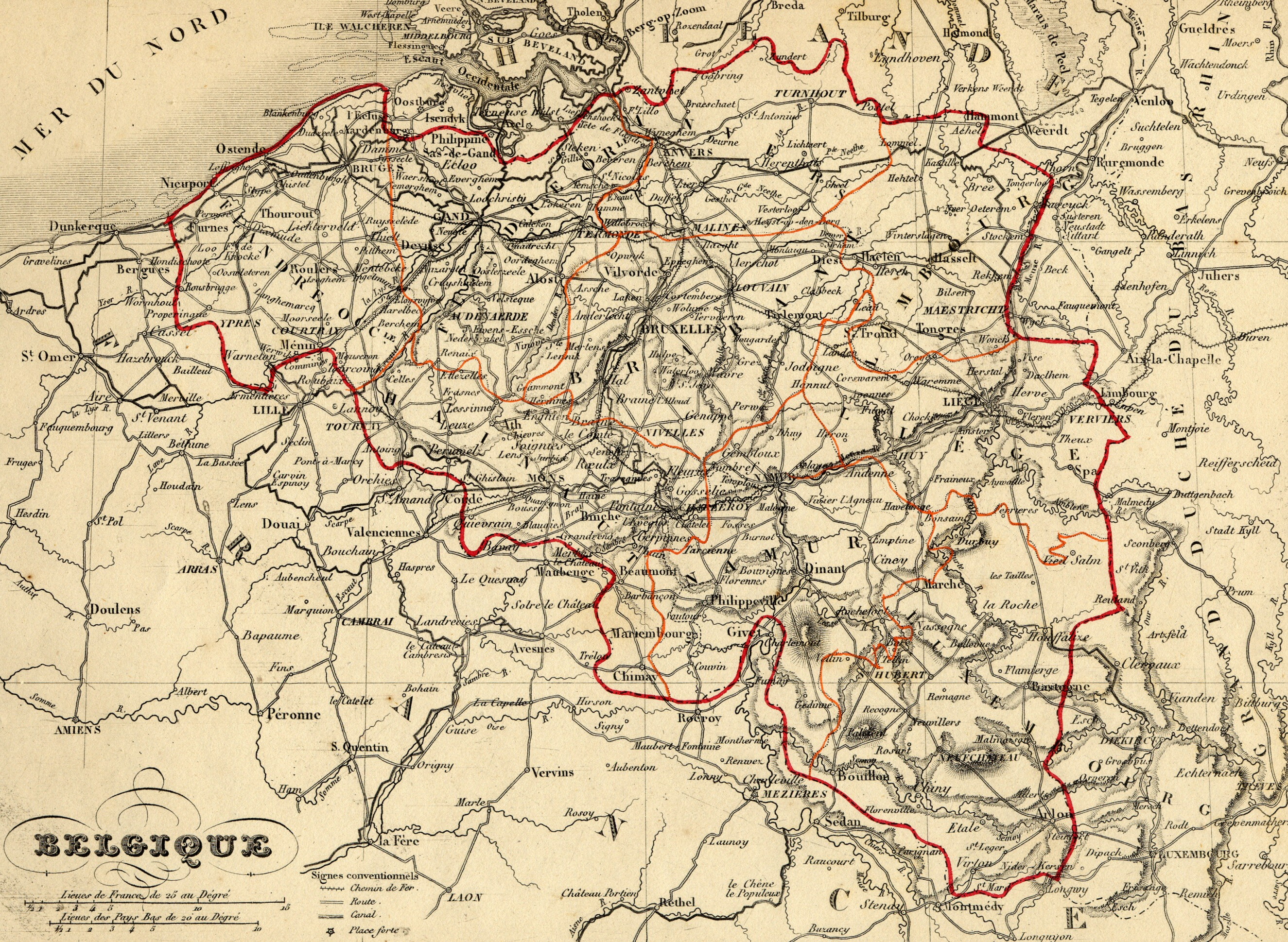
Carte de la Belgique en 1843 avec les frontières d'alors : Eupen et les Cantons de l'Est font partie de l'aire allemande.

### Origines et période limbourgeoise
Le premier document qui fait mention d'Eupen est Chroniques du duché de Limbourg en 1213, où l'on parle d'un lieu-dit « Oipen » et d'une chapelle Saint-Nicolas. Après la bataille de Worringen en 1288, Eupen est annexée au duché de Brabant avec le reste du duché de Limbourg. Le Brabant et le Limbourg deviennent des possessions bourguignonnes en 1387 ; la même année Eupen est entièrement brûlée durant la guerre contre le duché de Gueldre.
En 1477, le Brabant et le Limbourg changent de couronne pour être sous celle des Habsbourgs. Charles Quint accorde à Eupen le privilège d'organiser deux foires l'an à partir de 1544. À l'abdication de Charles Quint, Eupen devient une possession des Pays-Bas espagnols.
En 1687, François-Guillaume de Maigret est confirmé dans ses titres de « Comte de Maigret, de Néau et du Saint-Empire, baron de Stockem » par l'empereur Léopold Ier.
Après la paix d'Utrecht, en 1713, la région passe sous le régime des Pays-Bas autrichiens.

### La Prusse et l'Allemagne
Après avoir partagé l'histoire du duché de Limbourg durant 800 ans, Eupen fut rattachée à la Prusse après le congrès de Vienne en 1815, puis à l'Allemagne, lors de l'unification allemande des années 1870.

### La Belgique
Eupen (au même titre que les dix autres communes des cantons de l'Est) fut cédée à la Belgique en 1920 par le traité de Versailles, en compensation des pertes subies lors de la Première Guerre mondiale.
Diocèse de Eupen-Malmedy en 1921.

## Héraldique
|  | La ville possède des armoiries. Elles lui été octroyées une première fois le 21 décembre 1864 par l'Empereur allemand Guillaume Ier. Elles représentaient l'aigle prussien au-dessus d'une croix. Les armoiries actuelles lui ont été octroyées le 10 mars 1983. Bien que les armes n'aient pas été officiellement supprimées, l'aigle a été retiré en 1920 lorsque la région est devenue partie intégrante de la Belgique. Blasonnement : D'or à la croix engrêlée de gueules. Source du blasonnement : Heraldy of the World. |

## Sections de commune
| # | Nom      | Superf. (km²) | Habitants (2020) | Habitants par km² | Code INS |
| - | -------- | ------------- | ---------------- | ----------------- | -------- |
| 1 | Eupen    | 82,82         | 15.570           | 188               | 63023A   |
| 2 | Kettenis | 13,17         | 4.180            | 317               | 63023B   |

### Autres localités
Stockem, Nispert

## Communes limitrophes
|        | Lontzen - Raeren |           |
| Baelen | Eupen            | Allemagne |
|        | Waimes           |           |

## Démographie

### Démographie: Avant la fusion des communes
- Source: DGS recensements population

### Démographie: Commune fusionnée
En tenant compte des anciennes communes entraînées dans la fusion de communes de 1977, on peut dresser l'évolution suivante :
Les chiffres des années 1831 à 1970 tiennent compte des chiffres des anciennes communes fusionnées.
- Source: DGS , de 1831 à 1981=recensements population; à partir de 1990 = nombre d'habitants chaque 1 janvier[4]

## Langues

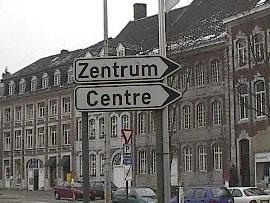
Signalisation bilingue en allemand et français à Eupen.

La population parle en majorité l'allemand ; le français est aussi utilisé.
La grande partie de la population est bilingue (allemand-français) ou trilingue (allemand-français-anglais-néerlandais ou d'autres langues).
Comme pour l'ensemble des villes germanophones de Belgique, Eupen est sous le régime des facilités linguistiques pour sa minorité francophone.

## Économie
- La ville connut l'apogée de son industrie drapière aux XVIIe et XVIIIe siècles.
- La chocolaterie Jacques est implantée à Eupen de 1923 à 2019[5].
- Industrie chimique (plastiques)
- Câblerie
- Appareillage et assemblage : électricité et électronique
- Tourisme
- Entreprises de transport

## Patrimoine
En ville :

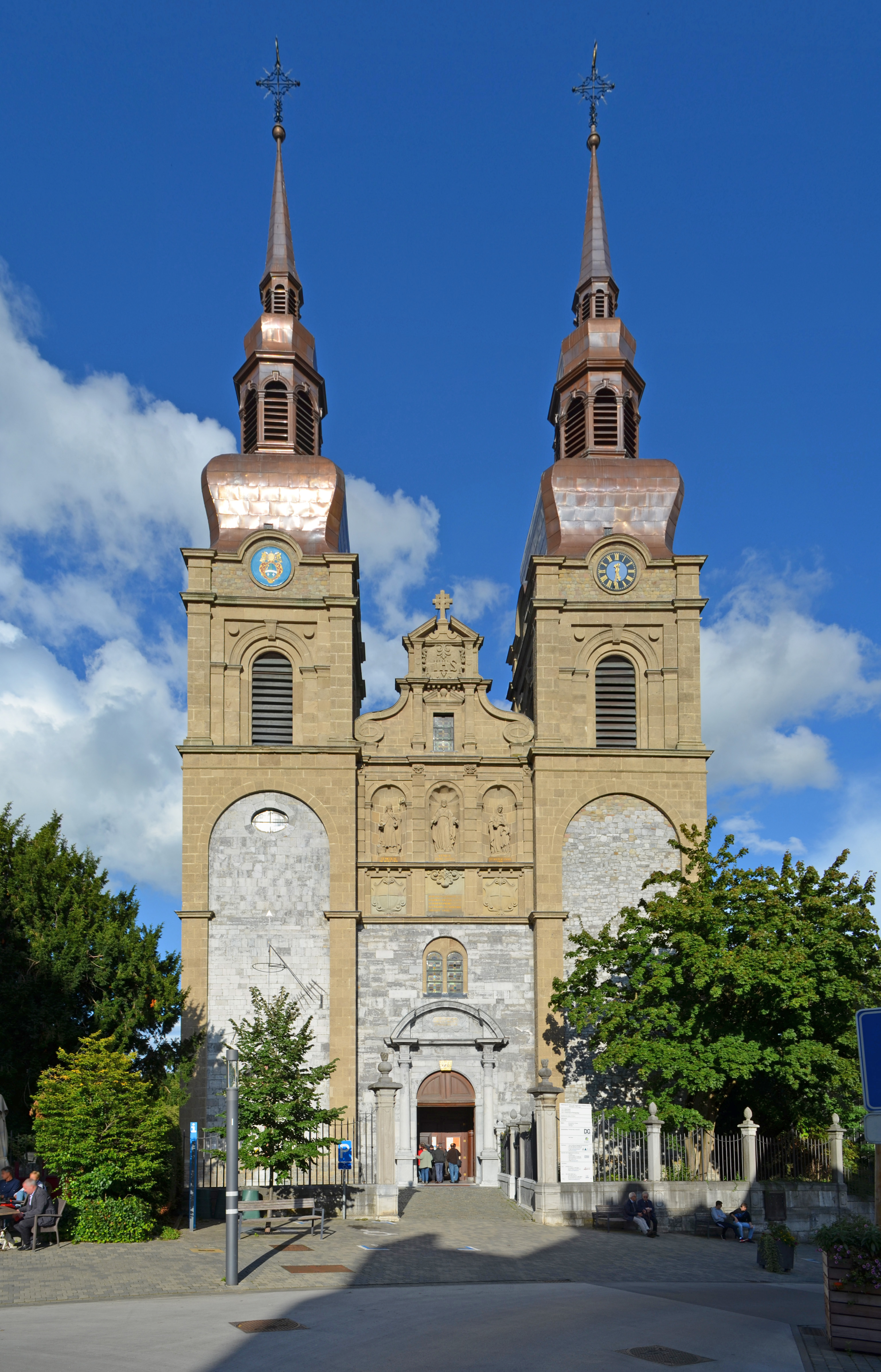
L'église Saint-Nicolas, à Eupen.

- L'église Saint-Nicolas (Nikolauskirche) est de style baroque
- La chapelle Saint-Lambert (Werthkapelle)
- Le centre-ville historique
- IKOB – Musée d'Art Contemporain de la communauté germanophone de Belgique
- Le Musée du chocolat et visite de la Chocolaterie Jacques (fermé depuis 2018)
- Musée de l'histoire locale
- Cortège de carnaval avec 3 000 participants, le lundi des roses (Rosenmontag)
- Cortège de Saint-Martin, le 11 novembre

Dans la région :
- Le barrage de la Vesdre
- Le barrage de la Gileppe
- Les Hautes Fagnes et le Hertogenwald
- Le Centre Nature de Botrange
- Centre Nature Haus Ternell
- Robert-Schuman-Institut

## Personnalités
- Friedrich von Spankeren (1804-1886), homme politique né à Eupen.
- Carl de Nys (1917-1996), religieux et musicologue.
- Hubert Schoonbroodt (1941-1992), organiste, hautboïste et chef d'orchestre.
- Henri Xhonneux (1945-1995), réalisateur.
- Jean-Louis Xhonneux (1949-), homme politique.
- Serge Brammertz, magistrat né en 1962.
- Mathias Cormann, ministre du Budget australien, sénateur de Perth en Australie, né à Eupen le 20 septembre 1970[6].
- Herbert Wimmer (1944-), footballeur allemand ayant remporté la coupe du monde en 1974.
- Norbert Nicoll (1981-), politologue et économiste.
- Robert Mommer (1844 - 1908), organiste et directeur de chorales.
- Willy Mommer sr. (1882 - 1943), compositeur, fondateur et maître de chorales, organiste et pionnier culturel.
- Willy Mommer jr. (1921 - 1972), pianiste, compositeur, maître de chorales, promoteur culturel, vice-président des Jeunesses Musicales de Belgique, membre de la Résistance belge, espion au service des Alliés contre le nazisme.

## Politique et administration

### Sécurité et secours
En ce qui concerne les services de police, la commune dépend de la zone de police Weser-Göhl. Quant au service des pompiers, Eupen dépend de la zone de secours Liège 6, sa caserne en étant l'état-major.

## Sport
Eupen se démarque dans deux sports où il a joué dans les plus hautes sphères nationales, le football avec le KAS Eupen et le handball avec le KTSV Eupen 1889.
- LAC Eupen (athlétisme)
- BBC Eupen (basket-ball)
- KAS Eupen (football)
- FC Eupen (football)
- KTSV Eupen 1889 (handball)
- Sporta Eupen-Kettenis (volley-ball)
- SVD Eupen (water-polo)
- RSK Eupen (cyclisme)

## Photographies

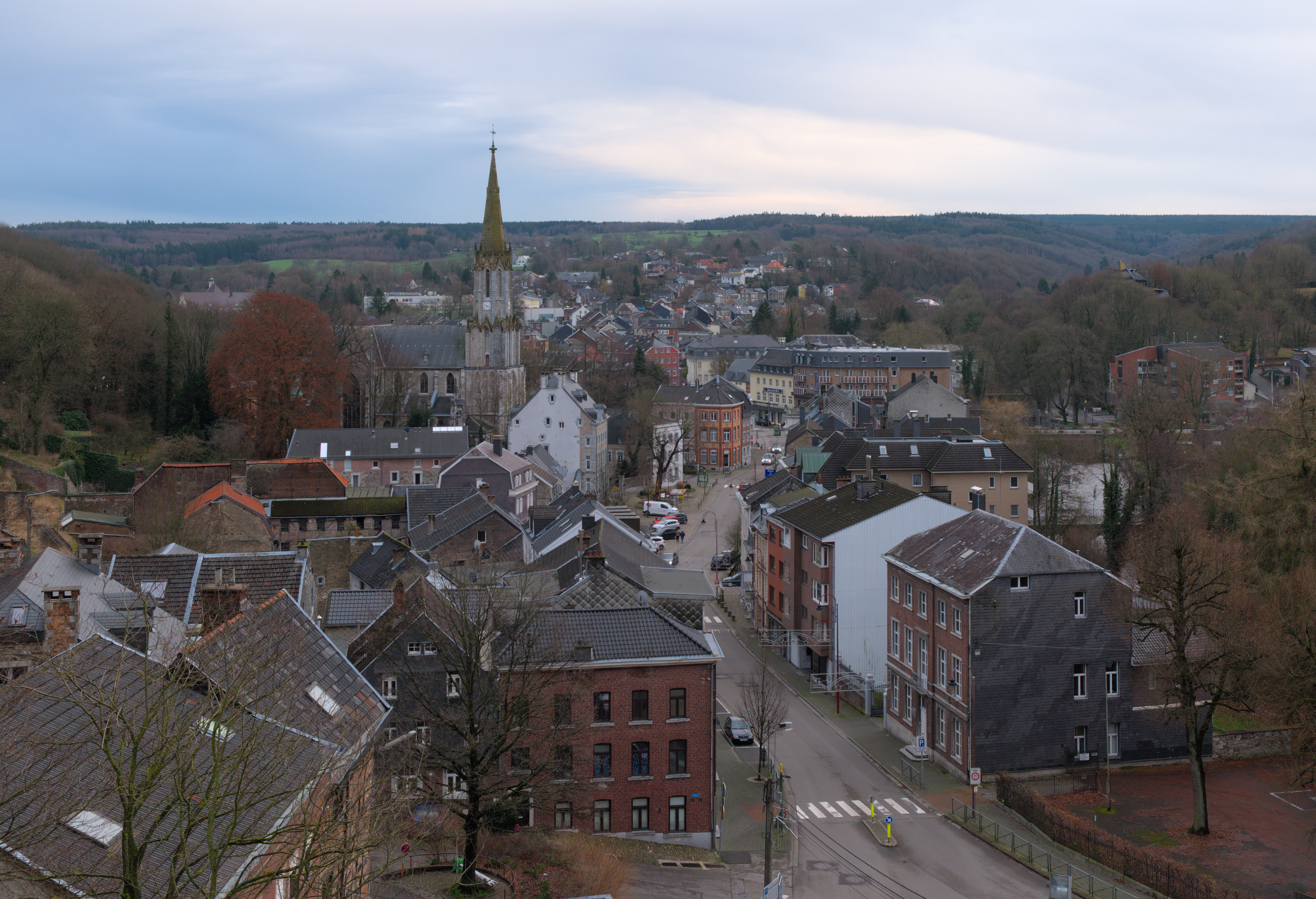
Ville-Basse (Unterstadt).
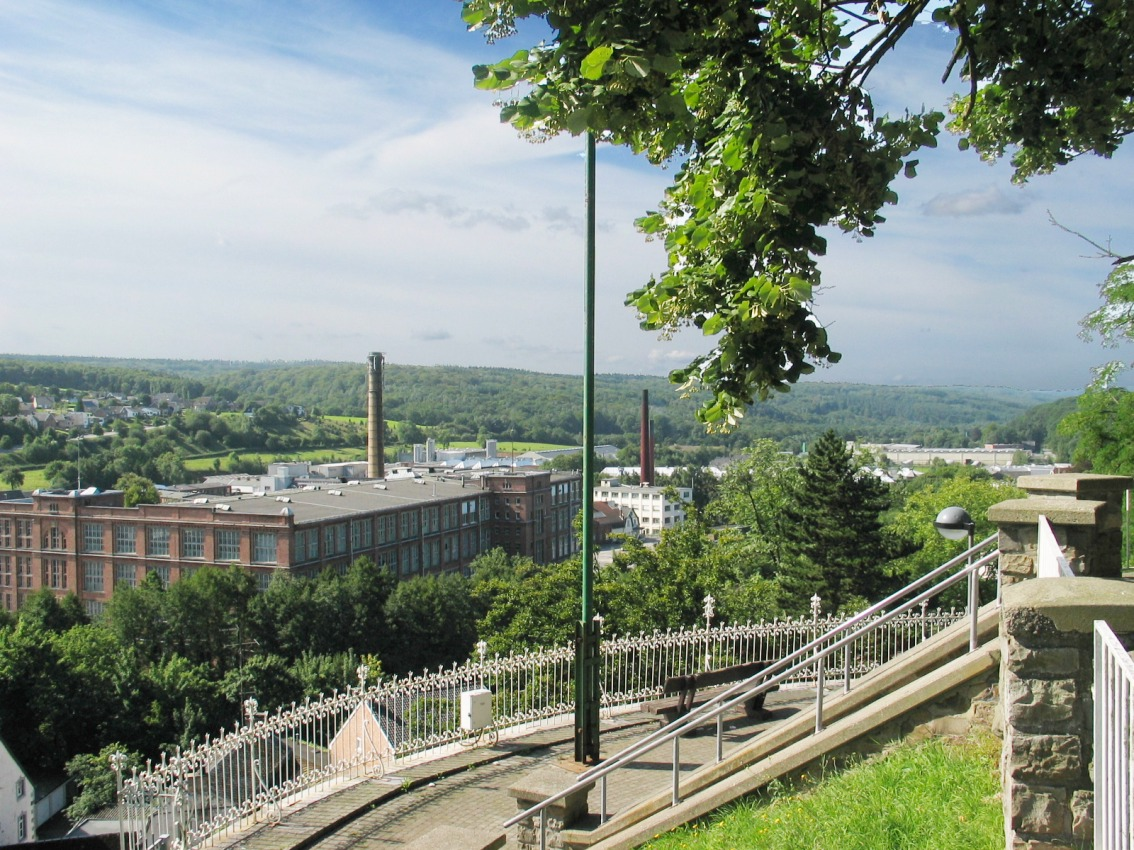
Vallée de la Vesdre et industries.
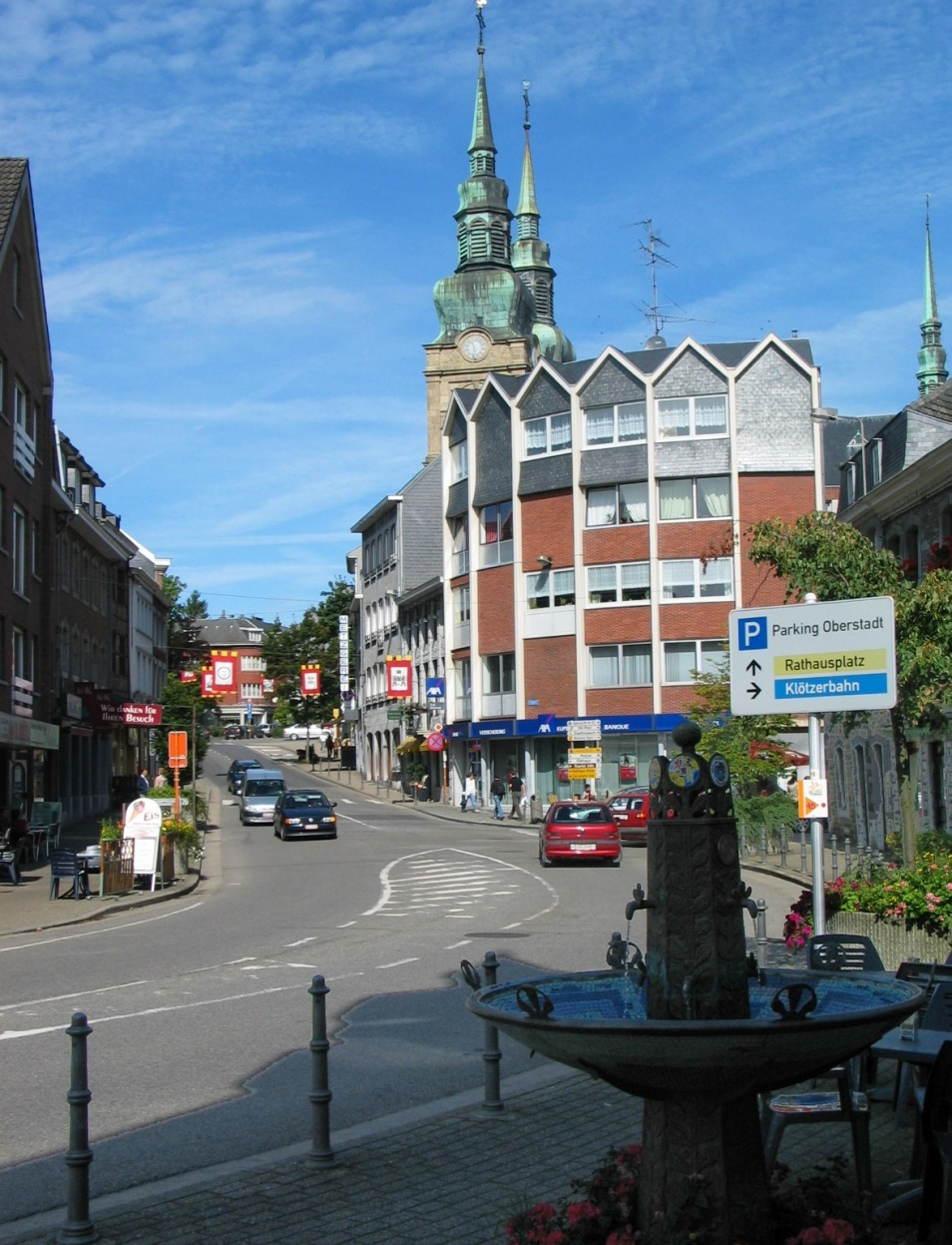
Centre ville-haute (Oberstadt).
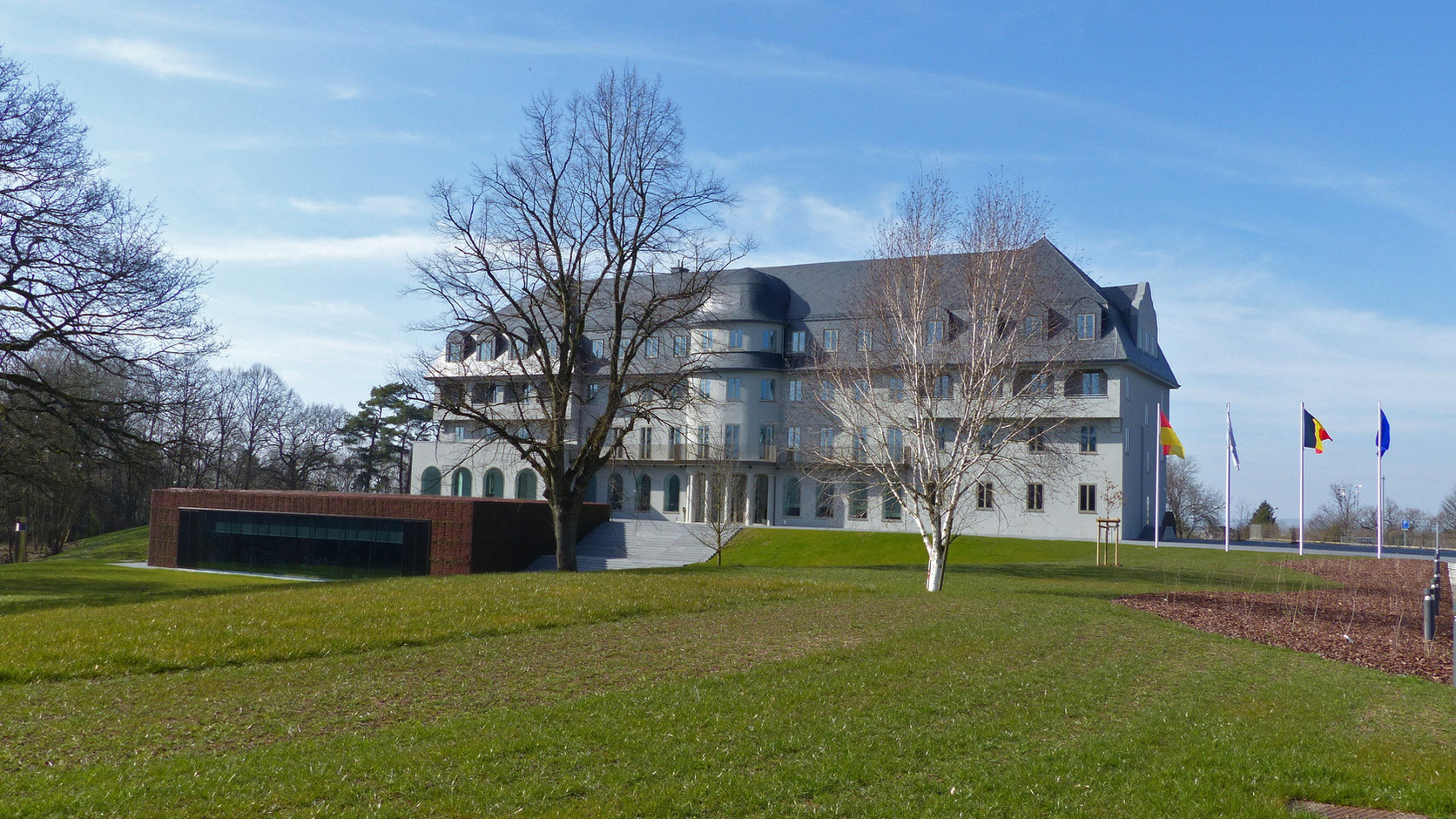
Parlement de la Communauté germanophone.
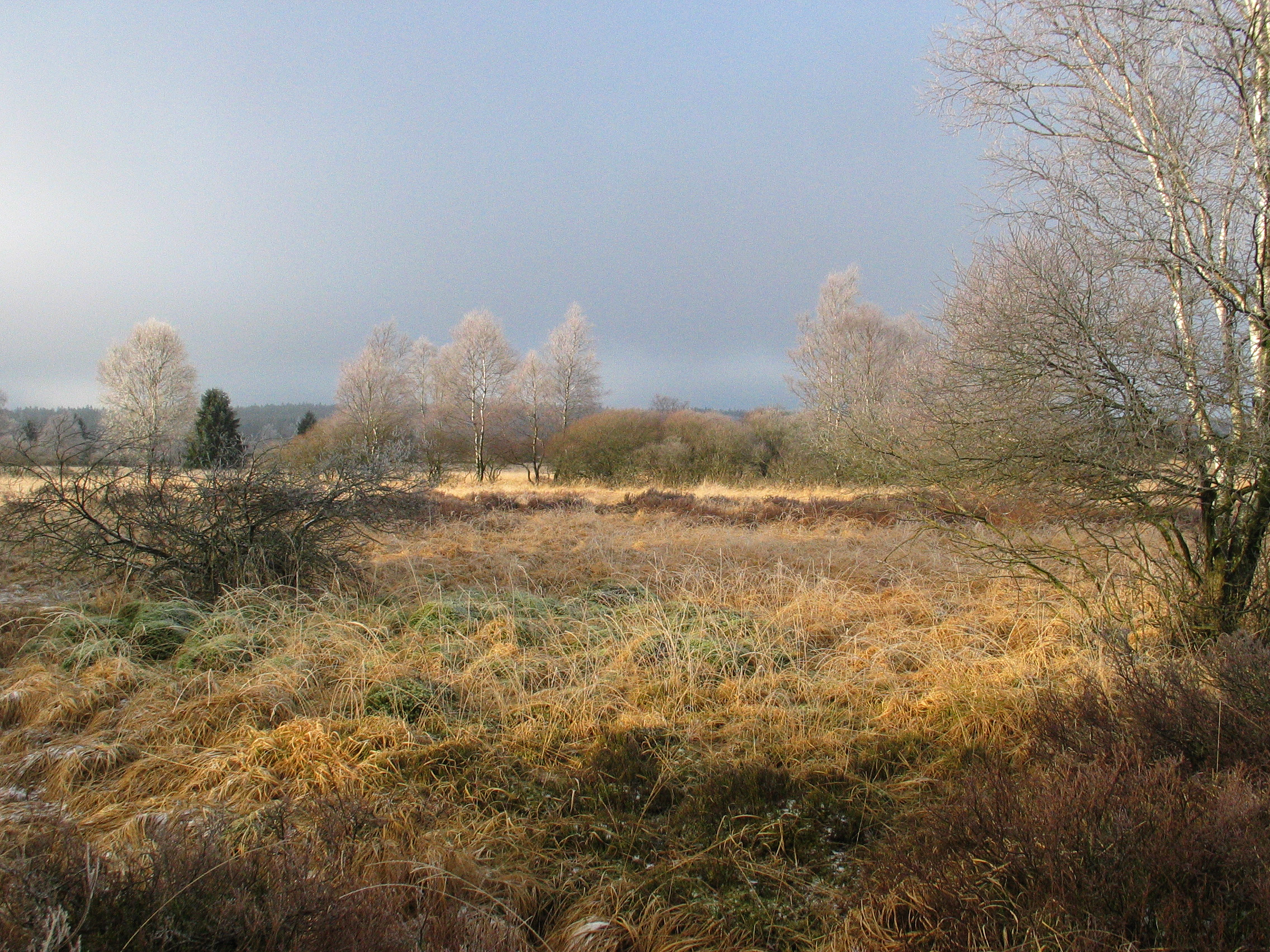
Les Hautes Fagnes.
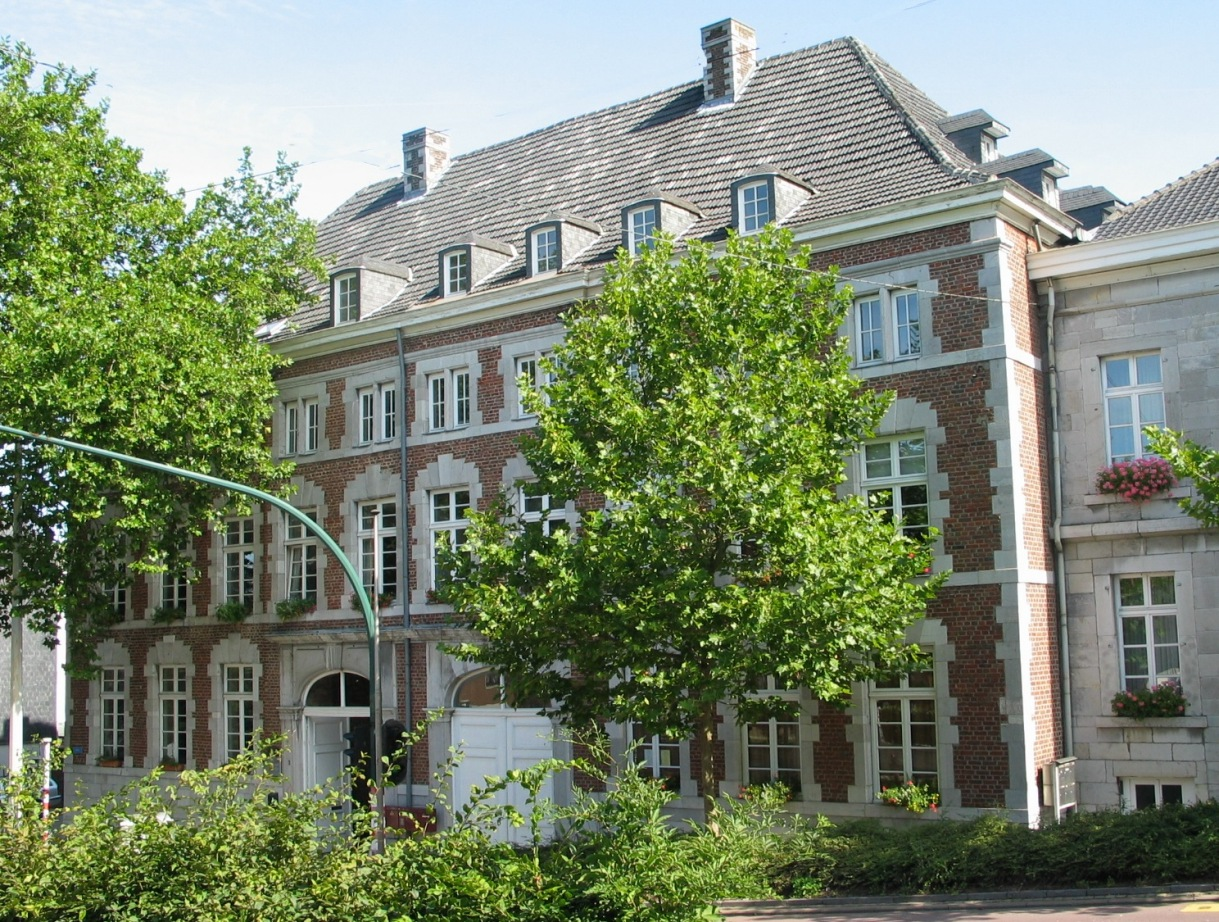
Maison de Laurenz Mefferdatis.
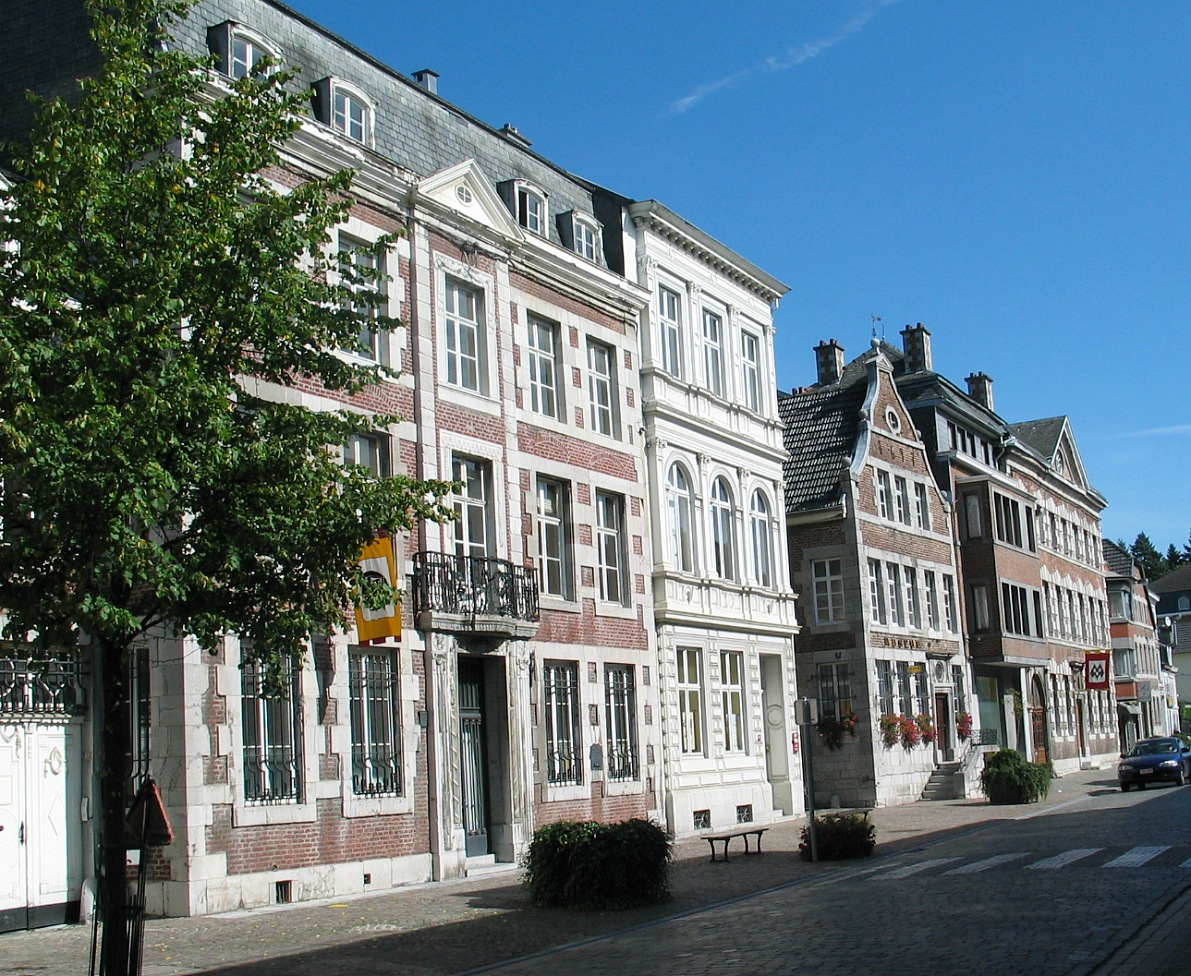
La Rue Gospert.
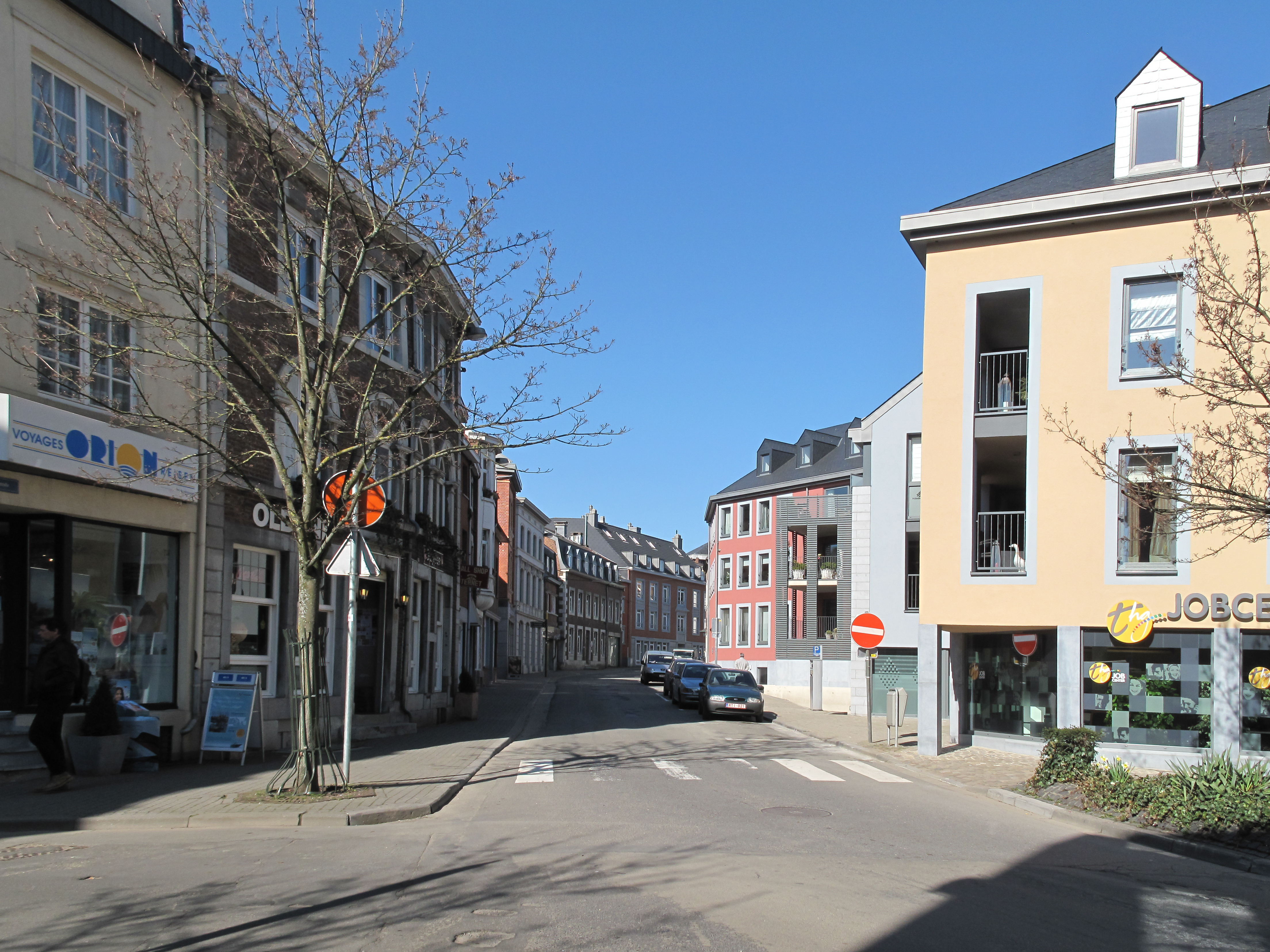
Rue : Paveestrasse.